# Wurm Online
Wurm Online è un gioco MMO 3D. Markus Persson, conosciuto come Notch, è stato uno dei fondatori di Wurm Online, ma il 12 aprile 2007 Notch si ritira.

## Modalità di gioco
Qualsiasi oggetto o strumento presente in gioco viene costruito dai giocatori dalle materie prime. Tutti i giocatori hanno lo stesso modello 3D e le stesse caratteristiche, che sviluppano secondo le proprie esigenze.

## Sviluppo
Wurm Online è stato sviluppato con il motore grafico OpenGL. Nonostante il gioco fu ufficialmente commercializzato nel 2006, venne pubblicato per la prima volta nel 2003 come Beta.
Nel 2008 il team di sviluppo ha aperto al pubblico un blog contenente informazioni sullo stato dello sviluppo. Il gioco era inizialmente sviluppato da Rolf Jansson and Markus Persson, ma Markus lasciò Wurm Online nel 2007, quando gli venne chiesto se Wurm avrebbe finito di esistere lui disse: Wurm's not going anywhere.

## Accoglienza
La prima recensione venne fatta da TenTonHammer. I paesaggi sono stati evidenziati per la loro qualità fotografica e ciò che più li ha colpiti è stata l'interattività con il mondo. Tuttavia, la sensazione dello stile MUD e dei comandi testuali ne ha fatto calare l'attenzione rispetto ai moderni MMORPG.
L'ottima meccanica di gioco, che ha richiesto molto tempo e pazienza, ha avuto un ottimo successo. L'esperienza di carriera nel gioco è stata descritta come unica.
Anche se criticato per le sue funzioni testuali e per la scarsità di animazione, è stato risultato popolare sulla rivista PC Gamer, che dispongono di un proprio blog per il proprio villaggio.